# Enrico di Castiglia (reggente)
Enrico di Castiglia, detto il Senatore (Enrique in spagnolo e in asturiano, Enric in catalano,  Henrique in portoghese, in galiziano e in aragonese e Henrike in basco, Henricus in latino; Burgos, marzo 1230 – Roa, 8 agosto 1303), principe mercenario castigliano che fu reggente del Regno di Castiglia e León.

## Origine
Enrico, come riporta il documento n° XXVII dei DOCUMENTOS DE LA Iglesia Colegial de Santa María la Mayor (hoy Metropolitana) DE VALLADOLID, Siglo XIII, era il figlio maschio quartogenito del re di Castiglia, Ferdinando III e della sua prima moglie Beatrice di Svevia (Ferrandus Dei gratia Rex Castelle et Toleti una cum uxore mea Regina Beatrice et filiis meis Alfonso, Frederico, Ferrando, Henrico), che, come riportano sia gli Annales Marbacenses era figlia del duca di Svevia e re di Germania, Filippo di Svevia (1179-1208, e di Irene Angelo (1181-1208), che secondo il Nicetae Choniatae Historia era figlia dell'imperatore di Costantinopoli, Isacco II Angelo e della prima moglie, Irene Tornikaina (ex priore coniuge libera susceptis, filiabus duabus et uno filio.... alteram" married "Siciliam regis Tangris filio), forse della famiglia dei Paleologi).

Ferdinando III, secondo la cronaca di Alberico delle Tre Fontane, era figlio del re di León Alfonso IX, e della seconda moglie, Berenguela I o Berengaria I, che fu Regina di Castiglia (Berengaria qui regi Legionensi id est regi Galicie peperita Fernandum successorem regis parvi in Castella et Toledo), che, ancora secondo la cronaca di Alberico delle Tre Fontane, era la figlia primogenita del re di Castiglia, Alfonso VIII e di Eleonora Plantageneta.

## Biografia
Nel 1230, Federico viene citato assieme ai genitori e a tre fratelli (Alfonso, Ferdinando e Federico di Castiglia) nel documento n° XXVII dei DOCUMENTOS DE LA Iglesia Colegial de Santa María la Mayor (hoy Metropolitana) DE VALLADOLID, Siglo XIII, inerente una donazione alla chiesa Santa María la Mayor di Valladolid (Ferrandus Dei gratia Rex Castelle et Toleti una cum uxore mea Regina Beatrice et filiis meis Alfonso, Frederico, Ferrando, Henrico).
Nel 1235, suo padre, Ferdinando III rimase vedovo e il 20 novembre 1237 sposò, a Burgos, come riporta la cronaca di Alberico delle Tre Fontane, l'erede delle contee di Aumale e di Ponthieu Giovanna di Dammartin (comes de Pontivo Symon...unam duxit rex Castelle de Hispanie Fernandus)(1220-16 marzo 1279), figlia di Simone de Dammartin, conte d'Aumâle e di Maria, contessa di Ponthieu, come riporta il Roderici Toletani Archiepiscopi De Rebus Hispaniæ (Mariam…mater Joannæ Reginæ Castellæ et Legionis).

### Gioventù e attività in Tunisia
Come i fratelli, fin da fanciullo venne chiamato dal padre a partecipare alla Reconquista. Il progetto che impegnava Ferdinando III già prima della sua nascita e consisteva, oltre che in interventi armati, anche nello sfruttare i dissidi tra i vari sovrani musulmani. 

Nel 1236, come riporta lo storico Rafael Altamira avvenne la conquista di Cordova.
Signore di Écija, Medellín, Dueñas, Atienza, Berlanga, Calataãzor e San Esteban de Gormaz, dal 1244 ed in seguito fu signore anche di Morón, Cote e Silibar in Andalusia ed infine,  ampliò i suoi domini conquistando Arcos e Lebrija, come riporta il Diccionario biográfico español, Real Academia de la Historia.
Suo padre, Ferdinando III morì il 30 maggio del 1252, e gli succedette il figlio primogenito Alfonso, come Alfonso X detto il Saggio.

Enrico scortò la sua matrigna, Giovanna, vedova di Ferdinando III, ad Abbeville nella sua contea di Ponthieu.
Al suo ritorno in Castiglia, viene a conoscenza che è stato diseredato e inizia una sollevazione in Galizia ed Andalusia, ma dopo essere stato ferito decide di lasciare la Castiglia per riparare nel Regno d'Aragona, dove però scopre che Costanza d'Aragona, che secondo la Crónica de San Juan de la Peña, era figlia del re d'Aragona, Giacomo I e della seconda moglie la principessa Iolanda d'Ungheria, alla cui mano aspirava era stata promessa a suo fratello, Manuele.
Enrico, dopo aver avuto alcuni contatti col conte di Provenza Carlo I d'Angiò, nel 1256, si reca in Inghilterra, dove rimarrà sino al 1260 presso la corte del suocero di sua sorella, Eleonora, Enrico III, che inutilmente cercò di riappacificare Enrico con suo fratello Alfonso X.
Avendo l'ambizione di conquistarsi un regno proprio, con la promessa di non attaccare le coste castigliane, ottenne da Enrico III alcune galere, con cui si recò in Tunisia ed entrò al servizio del sultano hafside Muhammad I al-Mustansir, dove venne raggiunto dal fratello, Federico di Castiglia. 
A Tunisi, adottò i costumi e gli abiti della corte tunisina, causando grande shock nella comunità cristiana locale. Usò i soldi guadagnati al servizio dell'emiro per finanziare le imprese commerciali della colonia di commercianti genovesi a Tunisi.

Blasone di Enrico di Castiglia

### Nel partito angioino
Quando Carlo I d'Angiò si mosse per la conquista del regno di Sicilia, suo fratello Federico corse in aiuto dl cugino Manfredi e del partito ghibellino, in quanto Hohenstaufen, per parte di madre, Enrico, rimase in Tunisia e finanziò la causa di Carlo con un prestito di 40.000 once d'oro in cambio della restituzione del denaro e della concessione di una signoria personale. 

Carlo d'Angiò, tuttavia, dopo aver conquistato il regno di Sicilia non tenne fede alle promesse e, nel 1267, quando il principe Enrico arrivò in Sicilia lo accolse con tutti gli onori, ma in segreto cercò in tutti i modi di far fallire i suoi progetti. Nel maggio di quello stesso anno Enrico e Carlo andarono a Viterbo per incontrare papa Clemente IV, paladino della causa angioina, per arrivare ad un accordo che soddisfacesse il principe castigliano, ma non si arrivò a nulla di concreto. Il papa rifiutò a Enrico anche la nomina e l'investitura a re di Sardegna, con il pretesto che il comune di Pisa era troppo potente nell'isola. In realtà il papa non voleva danneggiare Pisa proprio nel momento in cui questa si stava lentamente riavvicinando al papato. Nel frattempo il comune di Roma, retto da un regime di "popolo", elesse Enrico senatore di Roma, nel 1267; i romani cercavano un nuovo senatore che fosse in grado di difendere la città dagli assalti dell'aristocrazia romana in esilio e il principe castigliano aveva un seguito di 200 cavalieri spagnoli.

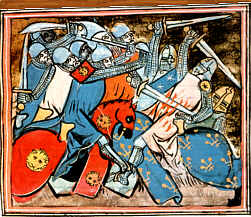
Scena della Battaglia di Tagliacozzo, in cui Enrico di Castiglia fu catturato da Carlo I d'Angiò.

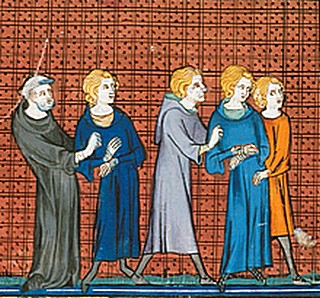
Corradino ed Enrico di Castiglia prigionieri di Carlo I d'Angiò.

### Nel partito imperiale, la battaglia di Tagliacozzo e la prigionia
Enrico governo in modo eccellente senza favorire né guelfi né ghibellini cercando di estendere la propria influenza sugli altri centri del Patrimonium Petri, anche a scapito dello stesso potere papale.

quando però suo cugino Corradino giunse a Roma, Enrico lo accolse e sposò la causa del giovane re, passando dalla parte dei ghibellini, di cui divenne capitano generale in Toscana, dopo aver siglato un'alleanza con i comuni di Pisa e Siena, per cui, unitamente al fratello Federico, fu scomunicato dal papa. Inoltre Corradino promise ad Enrico il regno di Sicilia, se avessero sconfitto Carlo, per cui Enrico si schierò, coi suoi cavalier castigliani, al fianco di Corradino, ma a Tagliacozzo, pur combattendo valorosamente i castigliani vennero sconfitti e, dopo la battaglia di Tagliacozzo, il 23 agosto 1268, Enrico e Corradino furono fatti prigionieri; secondo la cronaca di Alberti Milioli Notarii Regini Liber de Temporibus Enrico (dominus Henricus frater regis Castelle tunc senator urbis Rome similiter captus fuit) e portato a Napoli il 28 agosto 1268.

Enrico, prima condannato a morte fu condannato al carcere a vita e rinchiuso, sino al 1277, nel castello di Canosa in una fortezza, in Puglia, e poi trasferito a Castel del Monte, da dove fu liberato, solo nel 1291.

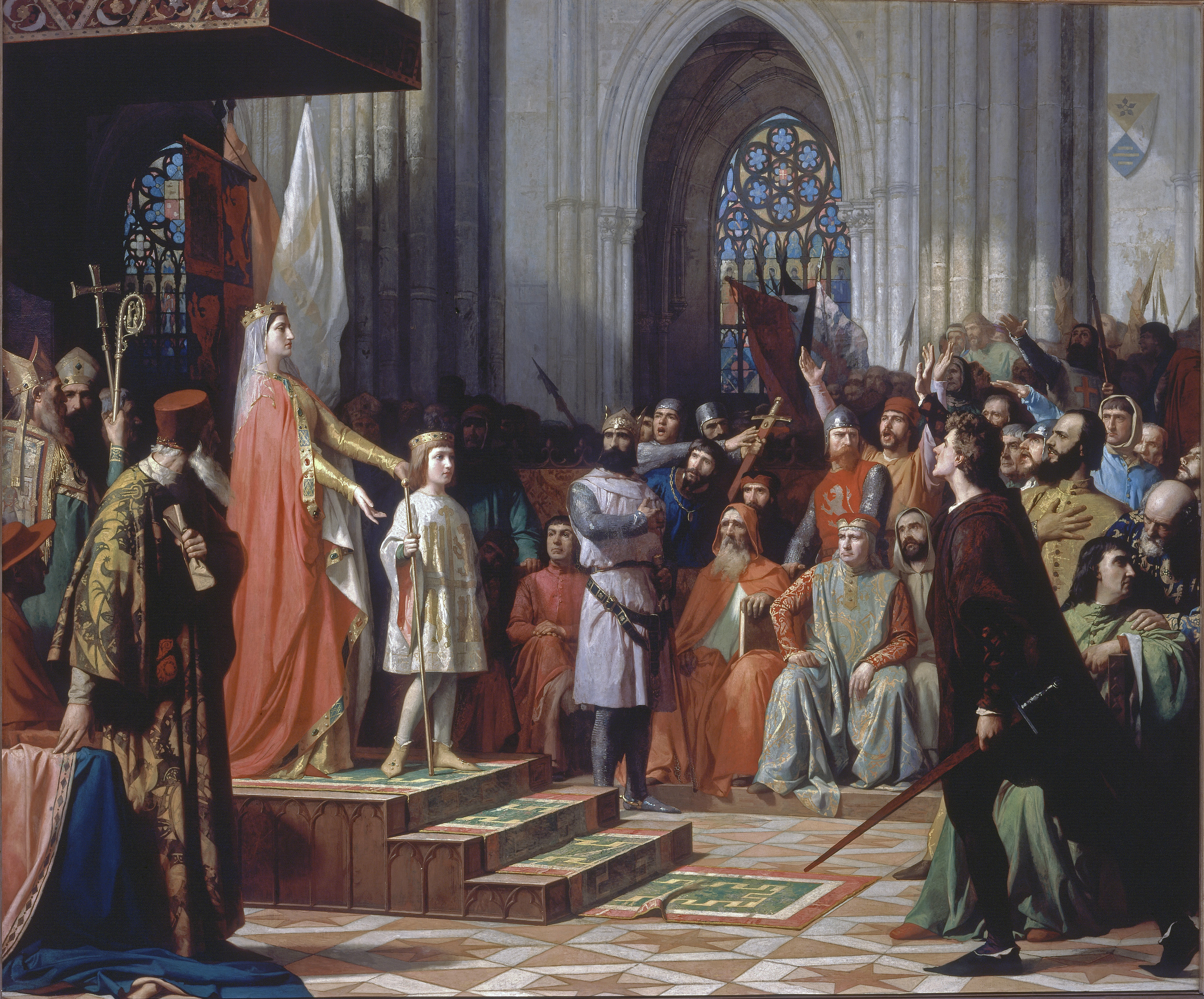
Maria di Molina presenta il figlio alle Cortes

### Reggente del regno di Castiglia e la morte
Da Trani, Enrico raggiunse Tunisi, dove fu al servizio di Abū Ḥafṣ ʿUmar I, che come suo ambasciatore lo inviò nel regno d'Aragona, per una trattativa con Giacomo II.
Nel 1294, rientrò nel regno di Castiglia, dove fu ben accolto dal nuovo re, Sancho IV e, in Andalusia, fu nominato responsabile del confine.
Dopo la morte del nipote, Sancho IV di Castiglia, fu reggente per il nipote, Ferdinando IV, assieme alla madre di quest'ultimo, Maria di Molina, restando in carica sino al 1302; secondo il Chronicon Domini Joannis Emmanuelis, il re Ferdinando IV uscì dalla tutela di Enrico (dimisit tutoriam Infans Dns Henricus, in mense February) nel febbraio del 1302.

E dopo che il re aveva raggiunto la maggiore età, ne divenne maggiordomo, dal 2 novembre 1302 fino alla morte.
Nel 1300, secondo il Nobiliario del Conde de Barcelos Don Pedro si era sposato con Giovanna Núñez de Lara (1286-1351), detta "la Palomilla", signora de Lerma, Villafranca, Dueñas, Fuente-Empudia, Torrelobatón e Herrera, figlia di Giovanni Núñez de Lara “el Gordo”, signore di Lara e Biscaglia e della moglie Teresa Álvarez de Azagra, signora di Albarracín.
Enrico, sempre secondo il Chronicon Domini Joannis Emmanuelis, morì a Roa (obiit Infans Dns Henricus, in Roda, in mense Augusti), nell'agosto del 1303 e fu inumato a Valladolid, nel convento di San Francesco.
La Palomilla, rimasta vedova, nel 1308, sposò Ferdinando de la Cerda, figlio dell'erede al trono di Castiglia, Ferdinando de la Cerda, come riportato dal
Cronicas de los reyes de Castilla Don Pedro, Don Enrique II, Don Juan I, Don Enrique III Tomo 1

## Discendenza
Enrico, da Giovanna Núñez de Lara (1286-1351), detta "la Palomilla", non ebbe discendenza
Enrico ebbe però due figli illegittimi da due diverse amanti. Da Maria Rodriguez Pecha, amante degli anni giovanili, ebbe un figlio:
- Enrico Enriquez (1246-?), signore di Puebla de los Infantes, in Andalusia, cameriere maggiore dal 1285, fu ammiraglio di Castiglia dal 1295. Nel 1300, sposò Stefania Rodriguez di Ceballos, che gli diede un figlio[20]:
  - Enrico Enriquez, signore di Villalba, che sposò urraca Perez Ponce de León.

Mentre da una seconda amante, degli anni della maturità, di cui non si conosce né il nome né gli ascendenti, ebbe una figlia:
- Ines Enriquez (ca. 1292-?), che sposò Giovanni Ponce.

## Ascendenza
|                             |                     |                            | Genitori                 |  |  | Nonni |  |  | Bisnonni              |  |  | Trisnonni                |  |
|                             |                     |                            |                          |  |  |       |  |  | Ferdinando II di León |  |  | Alfonso VII di Castiglia |  |
|                             |                     |                            |                          |  |  |       |  |  | Ferdinando II di León |  |  | Alfonso VII di Castiglia |  |
|                             |                     | Berenguela di Barcellona   |                          |  |  |       |  |  | Ferdinando II di León |  |  |                          |  |
| Alfonso IX di León          |                     |                            |                          |  |  |       |  |  | Ferdinando II di León |  |  |                          |  |
|                             |                     | Urraca del Portogallo      | Alfonso I del Portogallo |  |  |       |  |  |                       |  |  |                          |  |
|                             |                     | Urraca del Portogallo      | Alfonso I del Portogallo |  |  |       |  |  |                       |  |  |                          |  |
|                             |                     | Urraca del Portogallo      | Mafalda di Savoia        |  |  |       |  |  |                       |  |  |                          |  |
| Ferdinando III di Castiglia |                     | Urraca del Portogallo      |                          |  |  |       |  |  |                       |  |  |                          |  |
|                             |                     | Alfonso VIII di Castiglia  | Sancho III di Castiglia  |  |  |       |  |  |                       |  |  |                          |  |
|                             |                     | Alfonso VIII di Castiglia  | Sancho III di Castiglia  |  |  |       |  |  |                       |  |  |                          |  |
|                             |                     | Alfonso VIII di Castiglia  | Bianca Garcés di Navarra |  |  |       |  |  |                       |  |  |                          |  |
| Berenguela di Castiglia     |                     | Alfonso VIII di Castiglia  |                          |  |  |       |  |  |                       |  |  |                          |  |
|                             |                     | Eleonora d'Inghilterra     | Enrico II d'Inghilterra  |  |  |       |  |  |                       |  |  |                          |  |
|                             |                     | Eleonora d'Inghilterra     | Enrico II d'Inghilterra  |  |  |       |  |  |                       |  |  |                          |  |
|                             |                     | Eleonora d'Inghilterra     | Eleonora d'Aquitania     |  |  |       |  |  |                       |  |  |                          |  |
| Enrico di Castiglia         |                     | Eleonora d'Inghilterra     |                          |  |  |       |  |  |                       |  |  |                          |  |
|                             | Federico Barbarossa | Federico II duca di Svevia |                          |  |  |       |  |  |                       |  |  |                          |  |
|                             | Federico Barbarossa | Federico II duca di Svevia |                          |  |  |       |  |  |                       |  |  |                          |  |
|                             | Federico Barbarossa | Giuditta di Baviera        |                          |  |  |       |  |  |                       |  |  |                          |  |
| Filippo di Svevia           | Federico Barbarossa |                            |                          |  |  |       |  |  |                       |  |  |                          |  |
|                             |                     | Beatrice di Borgogna       | Rinaldo III di Borgogna  |  |  |       |  |  |                       |  |  |                          |  |
|                             |                     | Beatrice di Borgogna       | Rinaldo III di Borgogna  |  |  |       |  |  |                       |  |  |                          |  |
|                             |                     | Beatrice di Borgogna       | Agatha di Lorena         |  |  |       |  |  |                       |  |  |                          |  |
| Beatrice di Svevia          |                     | Beatrice di Borgogna       |                          |  |  |       |  |  |                       |  |  |                          |  |
|                             |                     | Isacco II Angelo           | Andronico Angelo         |  |  |       |  |  |                       |  |  |                          |  |
|                             |                     | Isacco II Angelo           | Andronico Angelo         |  |  |       |  |  |                       |  |  |                          |  |
|                             |                     | Isacco II Angelo           | Eufrosine Castamofissa   |  |  |       |  |  |                       |  |  |                          |  |
| Irene Angelo                |                     | Isacco II Angelo           |                          |  |  |       |  |  |                       |  |  |                          |  |
|                             |                     | Irene                      | …                        |  |  |       |  |  |                       |  |  |                          |  |
|                             |                     | Irene                      | …                        |  |  |       |  |  |                       |  |  |                          |  |
|                             |                     | Irene                      | …                        |  |  |       |  |  |                       |  |  |                          |  |
|                             |                     | Irene                      |                          |  |  |       |  |  |                       |  |  |                          |  |

### Fonti primarie
- (LA)  Monumenta Germaniae Historica, Scriptores, tomus XVII.
- (LA)  Monumenta Germaniae Historica, Scriptores, tomus XXIII.
- (LA)  Monumenta Germaniae Historica, Scriptores, tomus XXXI.
- (LA)  (ES)  España sagrada, Volume 2.
- (LA)  (ES)  #ES España sagrada, Volume 23.
- (LA)  Recueil des historiens des Gaules et de la France. Tome 12.
- (LA)  #ES Nicetae Choniatae Historia.
- (ES)  #ES Crónica de San Juan de la Peña
- (LA)  #ES DOCUMENTOS DE LA Iglesia Colegial de Santa María la Mayor (hoy Metropolitana) DE VALLADOLID, Siglo XIII.

### Letteratura storiografica
- Rafael Altamira, "La Spagna (1031-1248)", in Storia del mondo medievale, vol. V, 1999, pp. 865–896
- C.W. Previté, "L'Italia nella seconda metà del XIII secolo", in Storia del mondo medievale, vol. V, 1999, pp. 198–244
- L. Demontis, Enrico di Castiglia senatore di Roma (1267-1268). Diplomazia, guerra e propaganda tra il comune di "popolo" e la corte papale, Antonianum, Medioevo 28, Roma 2017
- (PT)  Nobiliario del Conde de Barcelos Don Pedro, Hijo del Rey Don Dionisio, Reyes de Portugal
- (ES) Crónica latina de los reyes de Castilla.